# Колленхима

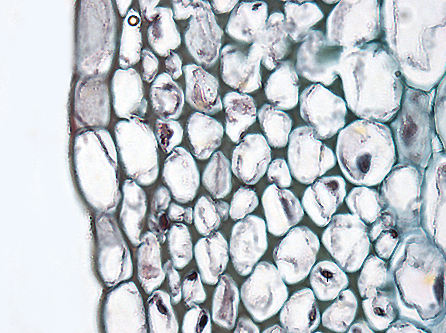
Клетки колленхимы в поперечном срезе

Колленхи́ма (от др.-греч. κόλλᾰ — клей и ἔγχυμα — налитый) — одна из первичных механических тканей растений, располагающаяся в первичной коре стеблей и листьях в основном у двудольных растений. Механическая функция колленхимы основана на осмотических явлениях.
Колленхима встречается в однолетних стеблях и листьях, в сочленениях черешка и листьев у сложных листьев бобовых и растений других семейств.

## Строение

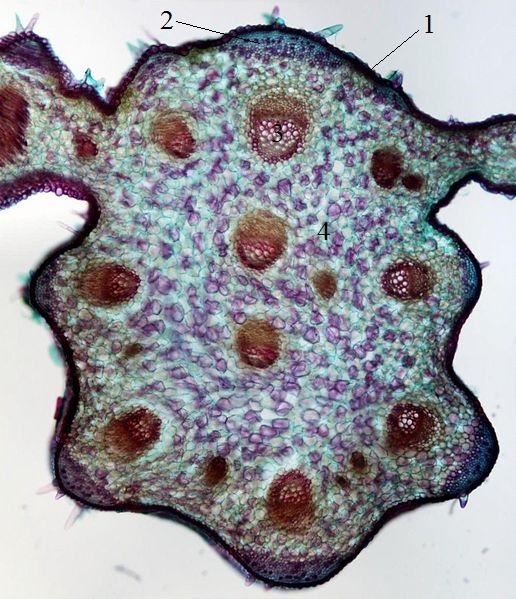
Поперечный срез листа щавеля. 1 — эпидерма, 2 — уголковая колленхима, 3 — проводящий пучок, 4 — паренхима

Клетки колленхимы живые, прочные в состоянии тургора, долго сохраняющие способность к делению, паренхимные, слегка удлинённые, или типичные прозенхимные клетки до 2 мм длиной, заострённые на концах. Целлюлозные, богатые пектином первичные стенки неравномерно утолщены. Наличием пектина обусловлена большая влагоёмкость оболочки: содержание воды составляет 70—80 % от всей массы, особо богаты водой уголковые утолщения. Неравномерным утолщением оболочек и отсутствием одревеснения обеспечивается способность колленхимы к растяжению.
В зависимости от характера утолщений различают три типа колленхимы.
- Уголковая — клеточные стенки утолщены в углах, причём в обводнённых клетках утолщения выпуклые, а в обезвоженных — вогнутые. Встречается в стеблях тыквы, щавеля, гречихи и др[2].
- Пластинчатая характерна тем, что в ней утолщаются тангентальные стенки (в утолщении принимают участие как наружные, так и внутренние стенки клеток), клетки более или менее вытянуты параллельно поверхности стебля. Поперечный срез пластинчатой колленхимы похож на хрящевидную ткань. Обычна для стеблей подсолнечника, молодых стеблей многих деревьев[2].
- Рыхлая — богата межклетниками, а утолщаются стенки вокруг межклетников. Имеется в стеблях красавки, мать-и-мачехи, горца земноводного[2].

## Функции
Как упоминалось выше, основная функция колленхимы — механическая. В отличие от другой механической ткани, склеренхимы, колленхима — высоко динамичная ткань. Она выступает в роли поддерживающей ткани в растущих стеблях и листьях с утолщающимися клеточными стенками во время и после их удлинения, обеспечивая их эластичность. В более старых органах клетки колленхимы становятся более плотными за счёт изменения в составе клеточных стенок (увеличение содержания пектинов), более того, они могут подвергаться склерификации путём лигнификации новообразованного материала клеточных стенок.
В более толстых стеблях травянистых растений колленхима нередко выполняет запасающую или фотосинтезирующую функцию, так как её клетки обычно содержат хлоропласты. Производная основной меристемы.